# 賴國維
賴國維（1990年3月2日—）為臺灣籃球教練、前運動員。賴國維學生時期就讀大倫國中、南山高中、國立臺灣藝術大學。2010年9月1日，在第八季超級籃球聯賽新人選秀會第一輪第四順位被台灣啤酒選中。2011年國立臺灣藝術大學畢業後從第九季開始效力台灣啤酒四個球季。賴國維曾在2014、15連續兩年入選超級籃球聯賽全明星賽。2015年10月第十三季開打前，賴國維因家庭與生涯規劃因素而離開球場。賴國維曾至中國大陸效力貴州森航、上海Kings、江西宏源。2020年12月返臺加盟P. LEAGUE+桃園領航猿。2021年9月23日，T1聯盟新北中信特攻宣佈由賴國維擔任助理教練。2022年3月，新北中信特攻曾將賴國維登錄在球員名單當中。

## 外部連結
- 賴國維在fiba.basketball（英语）
- 賴國維在archive.fiba.com（archived）（英语）
- 賴國維在P. LEAGUE+
- 賴國維在Eurobasket.com（球員）（英语）
- 賴國維在Eurobasket.com（教練）（英语）